# Jugger
Le jugger est un sport inspiré du film Le Sang des héros avec Rutger Hauer, sorti aux États-Unis en 1989 sous le titre The Blood of Heroes. Le réalisateur David Webb Peoples inventa le jugger spécialement pour ce film. L'adaptation de ce jeu en sport eut lieu en 1992 en Allemagne par un groupe de fans puis, dans un second temps, aux États-Unis, très vite rejoint par l'Australie.

## Histoire
Le jugger a été développé au début des années 1990 par des adeptes du film de science-fiction post apocalyptique australien Le Sang des héros, décrivant une société sans tabou pratiquant un sport à mi-chemin entre un jeu de balle et d'arts martiaux. 
L'équipe des protagonistes du film menée par Sallow ( Rutger Hauer ) , erre dans un désert radioactif, voyageant de villages en villages pour combattre les équipes locales lors de matchs violents de jugger pour gagner de quoi survivre ; le prestige amené par leurs victoires permettra aux héros d'intégrer une ligue d'élite qui, comme pour les compétitions de gladiateurs, organise des matchs pour le plaisir des plus riches. Le jeu est extrêmement brutal, les fractures et les lacérations y sont monnaie courante ; son adaptation réelle cependant est sécurisée.
Le premier match documenté a eu lieu à l'été 1993 lors d'un événement de jeu de rôle grandeur nature à Heidelberg, le jugger en est à sa forme embryonnaire. Les règles ont été définies au fil d'essais et d'erreurs puis ajustées pour convenir au plus grand nombre.
Le premier tournoi en dehors d'un jeu de rôle grandeur nature eut lieu en 1995 à Hambourg ; le premier championnat allemand de jugger se déroula en 1998 à Berlin. La Jugger League allemande (GJL) fut fondée en 2003 et organise depuis plusieurs tournois locaux répartis dans toute l'Allemagne.
Lors du onzième championnat d'Allemagne à Berlin, en 2008, pour la première fois des équipes non-allemandes furent représentées avec l'équipe australienne des Red Backs Brisbane (Australie) et le club irlandais Setanta Dublin (Irlande). 
En septembre 2014, Villingen-Schwenningen accueille le dix-septième championnat d'Allemagne "World Masters", avec 64 équipes participantes, le plus grand tournoi de jugger jamais organisé à ce jour,.
Au fur et à mesure des années, le sport gagne en popularité à travers le monde : on trouve des équipes en Australie, en Irlande, en Angleterre, au Danemark, en Espagne ou au Costa Rica. Ce sport connaît un grand engouement et compte 28 pays affiliés le pratiquant ainsi que 5 livrets de règles existants (Allemagne, Espagne, Irlande, Australie, USA).
Il ne faut pas confondre le jugger et le trollball, issu également du monde du jeu de rôle, pratiqué par exemple au Lorien Trust (en) au Royaume-Uni ; bien que ces deux activités soient semblables, leur règles et leurs origines différent.

## Équipement

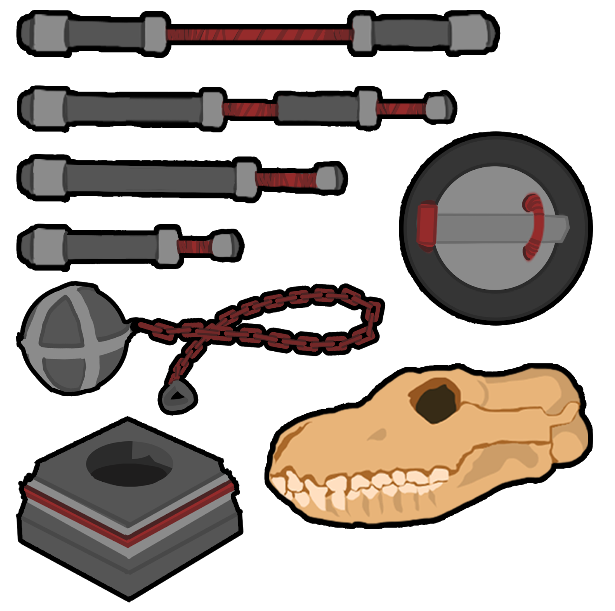
Les "armes" de jugger, le crâne et l'en-but.

- Le crâne (allemand : jugg dans la tradition berlinoise, schädel dans la tradition d'Hamburg[11]) : une balle en mousse et non un vrai crâne de chien comme dans le film The Blood of Heroes. En Allemagne et en Irlande, il s'agit un crâne de chien en mousse cellulaire ou latex ; il existe également des crânes de compétition non sculptés, en forme de cône ou de cylindre ;
- les en-buts (allemand : mal) : situés de chaque côté du terrain ; le crâne doit être placé dans l'en-but pour marquer un point, généralement il prend la forme d'une pyramide trouée à son sommet ;
- les armes (allemand : pompfens) : Les armes utilisées au jugger sont très proches de celles utilisées dans le jeu de rôle grandeur nature. Il y a des règles très précises sur leur longueur et le rembourrage utilisé. Les armes du jugger varient selon d'un pays à l'autre.
  - Armes de style allemand[12] :
    - un bâton : 180 cm de long ;
    - un Q-Tip[13] : 200 cm de long, à double tête ;
    - une épée longue : 140 cm de long ;
    - une épée courte : 85 cm de long ;
    - un bouclier : 60 cm de diamètre ;
    - une chaîne : 320 cm de long.

  - Armes de style australien[14] :
    - un bras d'hast : de 150 à 200 cm de long ;
    - une épée longue : de 70 à 150 cm de long ;
    - une épée courte : jusqu'à 70 cm de long ;
    - un bouclier : jusqu'à 70 cm de diamètre ;
    - une chaîne : 250 cm de long.

## Règles

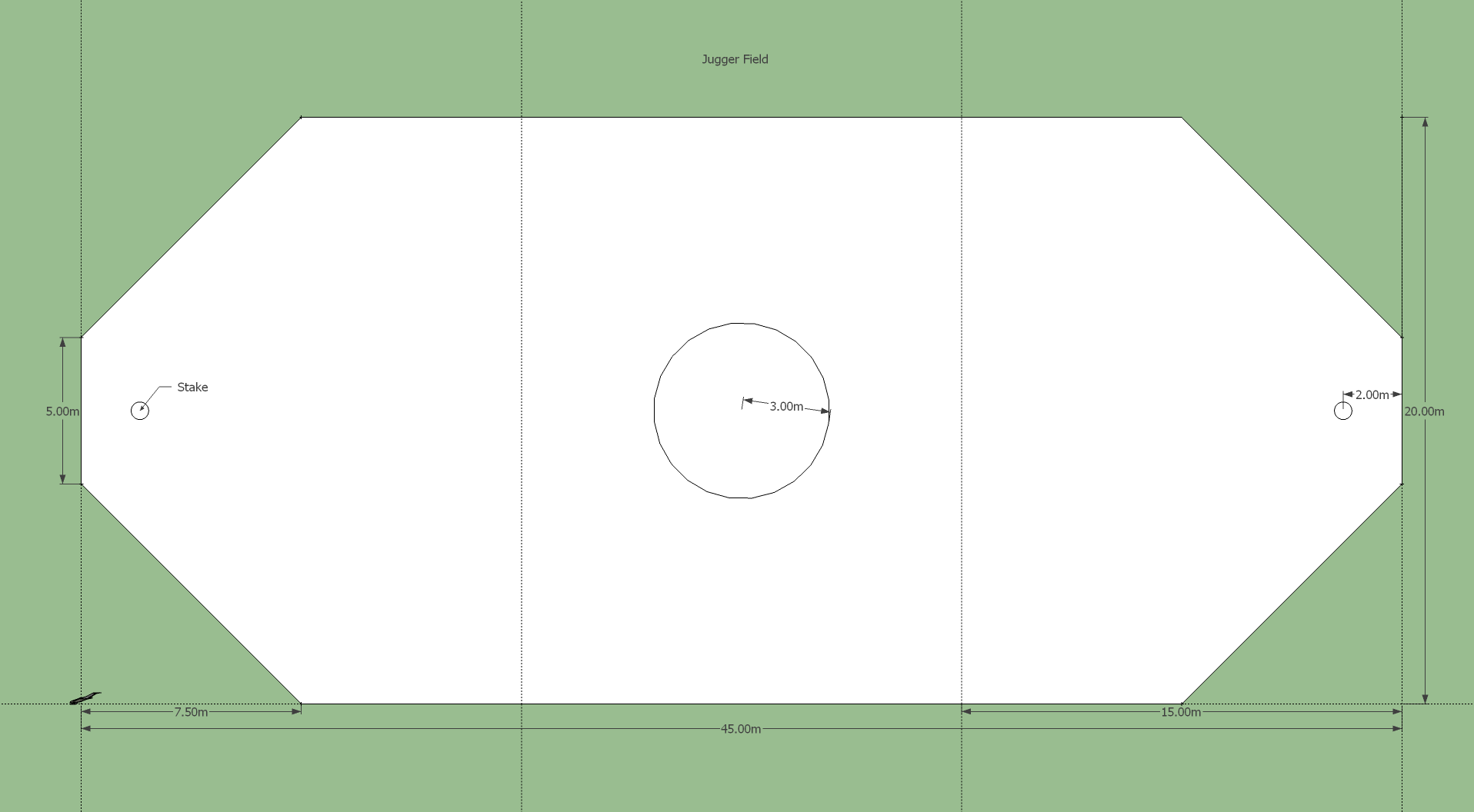
Terrain de jugger

Le jeu se déroule sur un terrain octogonal de 40 m x 20 m sur lequel deux équipes de 5 joueurs s'affrontent. Une équipe se compose de : 
- un qwik (coureur) : le coureur ne porte aucune arme et est le seul joueur autorisé à prendre le crâne à la main et à marquer. Son but est d'arriver à placer le crâne dans l'en-but adverse. En cas de contact avec le coureur adverse, les deux combattent dans une forme de lutte à mains nues sécurisée (pas de clé, pas de coups, pas de gestes violents ou dangereux). Il ne peut pas infliger de pénalité de temps ;
- trois enforcers (enforceurs) : les enforceurs portent différents types d'armes rembourrées, leur but est de protéger le coureur. Un enforceur ne peut pas ramasser le crâne mais a le droit de le déplacer avec son arme (ex : pour le passer au coureur) ;
- une kette (chaîne) : le joueur porte une chaîne, son but est de servir à la fois de soutien et d'attaquant. Il est le joueur qui inflige le plus de pénalité.
- jusqu'à 3 remplaçants.

### Durée de jeu
Un match se déroule généralement en deux manches gagnantes de 5 points.
Il est aussi possible de le jouer en deux manches de 100 coups de tambour chacune (1 coup = 1,5 seconde). Le rythme d'une manche est donné par le tambour.

### Marquer un point
Pour marquer un point, le coureur doit placer le crâne dans l'en-but adverse. Le point est considéré comme valide lorsque le crâne est planté dans l'en-but ; s'il est à moitié enfoncé, posé dessus ou tombe à côté, le point n'est pas validé et le jeu continue jusqu'à ce qu'un des deux coureurs marque.

### Touche
Un joueur touché par un adversaire doit poser un genou à terre le temps d'une pénalité. Les zones de touche couvrent le corps ; il est interdit de frapper les zones sensibles comme le cou, la tête, les parties génitales et la poitrine pour les femmes. Si une partie interdite est touchée, la touche n'est pas considérée comme valide. Le jeu ne s'arrête pas pour autant, à moins d'une faute grave. 
Une touche d'arme n'est valide que s'il y a contact avec la zone de frappe (partie rembourrée de l'arme), les mains devant être placées convenablement sur la poignée (les deux mains pour le Q-Tip / bâton / épée longue). Il est interdit de jeter une arme sur son adversaire pour le toucher ou de donner un coup à l'aide du bouclier.
Une touche de chaîne n'est valide que s'il y a contact avec la boule en mousse ou si le corps de la chaîne s'enroule à 360° autour d'un membre du corps. Un joueur est considéré comme touché au premier contact, il n'est donc pas nécessaire de frapper fort ou d'essayer de le blesser.
Le tir ami est effectif : en cas de contact avec l'arme d'un coéquipier, la touche est considérée comme valide.

### Temps de pénalité
Lorsqu'un joueur est touché par une arme, il est considéré comme inactif : il pose un genou à terre et commence à compter son temps de pénalité ; il doit poser son arme à côté de lui sans la tenir, placer une de ses mains dans le dos et indiquer avec ses doigts le nombre de coups écoulé depuis qu'il est à terre. Un joueur inactif peut communiquer avec son équipe et effectuer une rotation avec son genou afin de s'orienter.
Un joueur ne peut commencer son décompte que lorsque son genou touche le sol. À la fin de son temps de pénalité, le joueur peut se relever ; il n'est considéré actif (et donc touchable à nouveau) que lorsque son genou est décollé du sol.
Les temps de pénalité varient d'un livret de règles à l'autre :
- Allemagne, Irlande, Espagne, USA  : si un joueur est touché par un enforceur, il prend une pénalité de cinq coups de tambours. Si un joueur est touché par la chaîne, il prend une pénalité de huit coups de tambours ;
- Australie : si un joueur est touché par un enforceur, il prend une pénalité de trois coups de tambour. Si un joueur est touché par la chaîne, il prend une pénalité de cinq coups de tambour. Si un joueur est touché au visage, celui qui l'a touché écope lui aussi d'une pénalité de cinq coups de tambours pour des raisons de sécurité.

### Pinning ou marquage

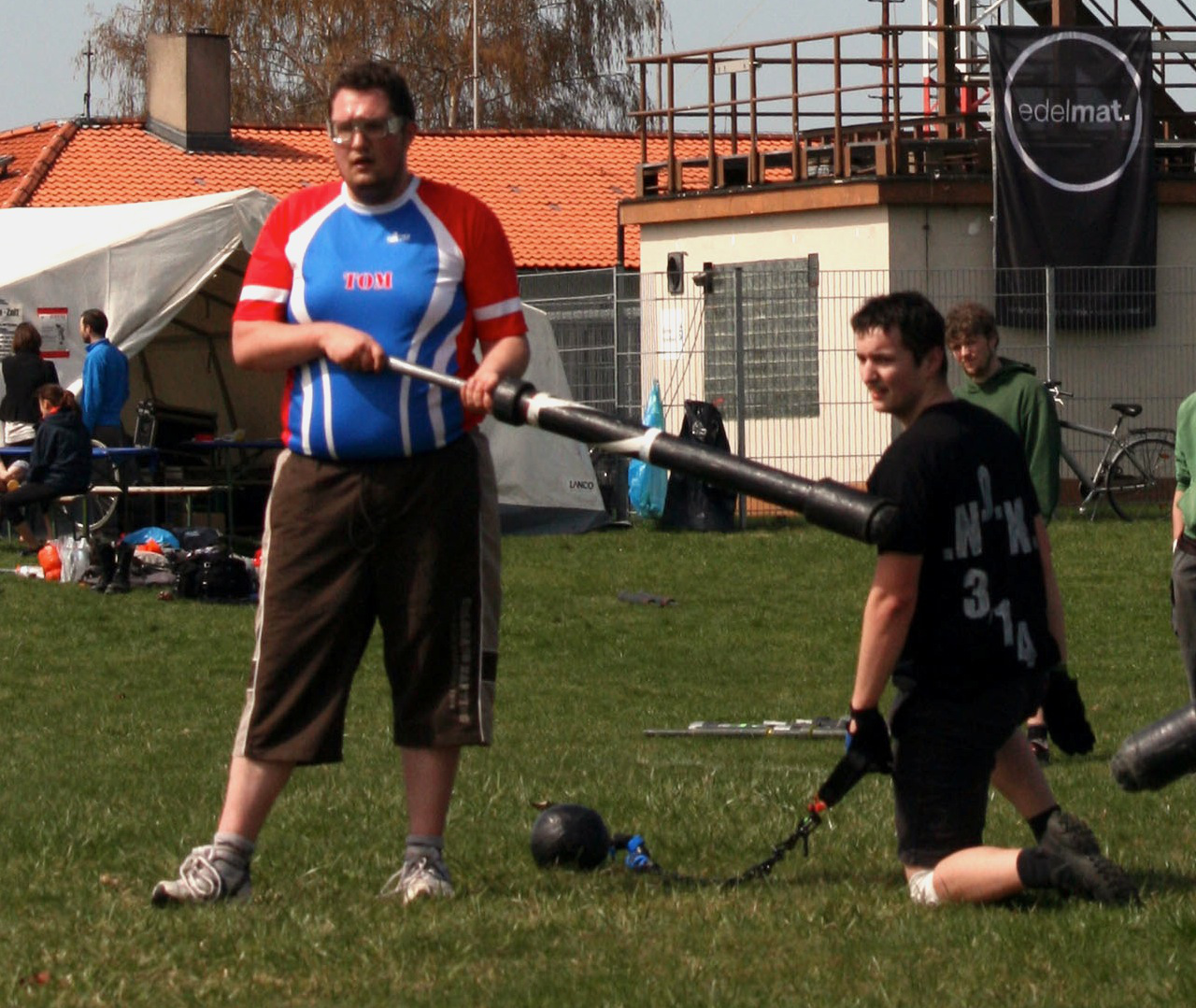
Marquage.

Un enforceur peut poser le bout de son arme sur une zone de touche valide du corps d'un joueur adverse inactif pour l'immobiliser ; le joueur à terre est alors marqué. 
- un joueur marqué ne peut pas se relever tant qu'il y a contact entre l'arme de son adversaire et la zone de touche valide de son corps ;
- le marquage ne réinitialise pas le temps de pénalité : le joueur redevient actif lorsque le marquage prend fin (lorsqu'il n'y a plus contact) ;
- un enforceur ne peut marquer qu'une seule personne à la fois ;
- la chaîne est la seule arme à ne pas pouvoir marquer un autre joueur.

## À travers le monde
Le jugger s'est exporté au fil des années à travers le monde, la communauté comporte actuellement plus de 800 équipes reparties dans 28 pays. Depuis 2019, la communauté internationale s'est réunie autour d'un projet commun, le Jugger Council.
Le classement Turniere vise à indiquer la classification officielle des équipes dans le monde. En mai 2018, la première place est occupée par HaWu AllstarZ Gevelsberg (Allemagne).  

### Allemagne
Depuis 2013, a lieu une fois par an le championnat d'Allemagne, l'événement de jugger le plus important. Le gagnant reçoit le titre de champion d'Allemagne. Comme des équipes étrangères peuvent y participer, le tournoi est appelé German Open. Le champion d'Allemagne lors des Deutsche Meisterschaft 2013 est l'équipe espagnole Murcia Jugger Murcia (Espagne).
Un autre tournoi important est le championnat national allemand qui se déroule à Berlin depuis 1998. Les meilleures équipes ont été Gorditos Cojones Hambourg (Allemagne) avec six titres (à l'origine sous le nom Sackwut), suivie de Rigor Mortis Berlin (Allemagne) avec deux titres et les Mercyless Bastards (Allemagne).
Le championnat de Hambourg est un autre événement qui a lieu tous les ans depuis 1995.
Chaque année depuis sa création (2008), la Jugger League Allemande remet en jeu le titre de champion de ligue de jugger allemand. La saison se déroule du 1er mai au 31 octobre et les équipes marquent autant de points que possible aux différents tournois de jugger organisés à travers tout le pays; l'équipe avec le plus de points à la fin de la saison remporte le titre. La GJL est indépendante du championnat allemand. Les titres de champion d'Allemagne et champion de ligue sont différents. Le GJL a inclus quatre tournois à l'année de sa fondation (Freiburg / Waidhaus / Hamburg / Berlin). Au cours de ces dernières années, le nombre de tournois annuels a varié de deux à huit. Le record de victoires du championnat de la ligue est détenu par l'équipe Rigor Mortis Berlin qui a remporté le titre en 2015 pour la onzième fois consécutive. Auparavant, Dragon's Blood Waidhaus (Allemagne) était double champion de la ligue. En 2016, l'équipe HaWu AllstarZ Gevelsberg (Allemagne) a remporté les playoffs GJL à Iéna. En 2017, la vingtième édition s'est tenue à Darmstadt ; les Zonenkinder Jena (Allemagne) ont remporté le titre pour la première fois.

### Espagne
L'Espagne est actuellement le pays avec le plus d'équipes actives au monde et est plutôt orientée vers une culture très compétitive du jugger. Les clubs se réunissent en 2012 pour fonder leur fédération (Federación Española de Jugger). 
Le premier match de jugger espagnol se déroule lors d'un jeu de rôle grandeur nature (Red Ashes: Devastation) ; il y est joué dans une variante appelée Craniums and Chains. 
Avec l'augmentation de la popularité du jugger, après son introduction dans les terres valenciennes lors d'un tournoi de démonstration, en 2009 à l'Open de jonglage de Valence, la communauté tente de créer un consensus entre les règlements locaux, traduit des textes allemands et adapte le jugger au style espagnol afin de fédérer un maximum de monde.
En février 2010, le premier tournoi national de jugger d'Espagne est organisé à Magallón (Saragosse) avec des équipes venues de Saragosse, Valence et Madrid. Plus tard dans l'année, le premier tournoi national (Summer Cup) a lieu à Valence ; le second se tient à Madrid peu après (Autum Cup), établissant ainsi un circuit de tournois nationaux annuels par saisons. La création du tournoi d'Alicante (Spring Cup) ajoute cet événement au circuit, qui est complété fin 2012 avec la première édition du tournoi national de Murcia (Winter Cup).Le circuit est alors connu sous le nom de Big Four. Le tournoi national de Galice, la coupe du Lábaro cántabro (es) ainsi que le tournoi national de Saragosse sont régis par un règlement différent.
Des tournois mineurs, appelés Regionals ou Opens, sont régulièrement organisés quand il est possible de recevoir des équipes venant de l'extérieur. Enfin, il existe des ligues indépendantes dans plusieurs centres comme Murcie, Valence, Alicante, Madrid, Saint-Jacques-de-Compostelle ou Vigo.

### États-Unis
Un jeu issu du même film est développé lors du jeu de rôle grandeur nature Amtgard, et appelé "Jugging". Partageant la même origine, il y a d'évidentes similarités mais aucune relation directe.
La Ligue Undeground de Compétition de Jugger, ou L.U.C.J., est une ligue créée en 2009 dans le Midwest américain. Les armes sont en rotin et les zones de frappe rembourrées par des pneumatiques de vélo. Casques, protections de genoux et gants sont obligatoires comme mentionné dans leur codex. Les équipes sont en compétition chaque année pour le trophée du "Seau de sang".

### République tchèque
Débutant en 2009, plus influencée par le film original, la variante tchèque du jeu (aussi appelée « Show Jugger ») essaye de se rapprocher le plus de l'esthétique post-apocalyptique et des règles du film. Les costumes doivent fournir une protection suffisante pour tout le corps, en particulier la tête et les articulations. Une équipe comporte seulement 4 joueurs (2 enforceurs, 1 chaîne et 1 Qwik), le ballon est un crâne de chien en mousse et les en-buts sont, comme dans le film, des pieux sur lesquels le crâne doit être placé.  
Le combat y est plus violent, les joueurs frappent la tête principalement ; après qu'un joueur a reçu un coup sur la tête, il doit se coucher au sol et ne peut plus se relever ou revenir dans la partie tant qu'il est maintenu à terre par un adversaire. Le jeu est généralement plus dur et plus violent que le jugger international classique et exige plus de résilience et d'endurance ; les joueurs internationaux favorisant plus d'agilité et de vitesse.
Le « Show Jugger » est également pratiqué en Californie dans le cadre du Wasteland Weekend, un festival annuel se déroulant, depuis 2010, dans une ambiance post-apocalyptique grandement inspirée des univers dystopiques comme Mad Max, Blood of Heroes ou Fallout. On y trouve toutes sortes de spectacles et d'activités autour du thème, notamment un Thunderdome (arène de combat) ouvert aux sports underground de ces univers.

## I am Jugger
Parti d'un projet de court métrage étudiant (format de 1 min 30), Alejandro Asensi Barbera enquêta pendant plusieurs années sur les origines et la popularité de ce sport ; après une rencontre avec des équipes lors d'un tournoi international hébergé au festival de métal suédois Metallsvenskan (sv) en 2015, il décide avec son équipe de tournage de lancer un projet de long métrage de présentation du sport et de sa communauté à travers le monde. Grâce au financement participatif, le projet "I AM JUGGER" récolte, le 5 septembre 2015, 5550 dollars de fonds sur Indiegogo, soit 106 % de son budget prévisionnel et est publié trois ans plus tard sur Youtube, le 26 janvier 2018.  
Le film est un documentaire de 1 h 12 min présentant l'histoire du sport et son engouement international. L'équipe part à la rencontre de figures emblématiques comme David Webb Peoples, le réalisateur de "The Blood of Heroes" et certains acteurs majeurs du développement du sport : Miguel, président des Ninjas Alicante (Espagne), Ruben, tacticien de Järnboås Järnfalkar Järnboås (Suède) ou Mark, entraîneur du Club Setanta Dublin (Irlande) y font leur apparition et parlent de leurs expériences personnelles. On assiste également à l'organisation et à la tenue de la compétition espagnole nationale Master Cup de 2015 à Alicante du point de vue de l'équipe des Ninjas Alicante (Espagne) ainsi que du dix-huitième championnat d'Allemagne International Cup de 2015 à Berlin.  
L'équipe de tournage organisa de janvier à mars 2018 une tournée de projection cinéma pour rencontrer les joueurs et faire la promotion du film à travers le monde.